# Heléne Perback
Ruth Laila Heléne Perback, även Heléne Perback-Lindgren, född 29 januari 1957 i Brännkyrka, är en svensk dansare.
Perback studerade vid Operans balettelevskola, som följdes av vidarestudier för Maggie Black, New York. Hon har varit engagerad vid Moderna dansteatern.

## Filmografi
- 1997 - Nötknäpparen (TV)
- 1989 - En herrgårdssägen (TV)
- 1987 - Aida